# 張盛舒
張盛舒（1959年8月24日—），台灣男性電腦工程師、作家、命理師、電視節目主持人。

## 生平
父親為湖南老兵，母親則是彰化農婦；曾就讀彰化縣立溪州國民中學及臺中市立臺中第一高級中等學校，並考入國立臺灣大學數學系，但唸至四年級時沒有參加畢業考試，然後投身資訊行業，曾任職太子資訊公司業務代表（1985 ～ 1986年）、宏碁電腦業務主任（1986 ～ 1991年）、美國迪吉多電腦系統整合部經理（1991 ～ 1996年）和捷鴻資訊董事總經理（1996 ～ 2000年）。
電腦、圍棋、命理是張盛舒的三個興趣，他於1986年開發電腦圍棋程式「魔棋」，參加第一屆到第三屆世界電腦圍棋競賽，是台灣研究人工智慧的先驅。1988年，開發一套紫微斗數算命程式，供客戶使用，開始有運用科技實驗命理的構想。
張盛舒於2000年創辦禧達康資訊公司，擔任董事長及總經理，獲得宏碁創投、安瑟數位及圓剛科技公司投資，同年創辦科技紫微網，結合命理學、心理學、人際關係學，運用網路科技實驗傳統命理，強調算命的目的，是為了知命造命。2002年開始撰寫書籍講解命理，亦陸續受邀到中國大陸、台灣企業、社會團體及大專院校擔任講師。2009年開始，擔任上海交通大學新儒商總裁國學班特聘易學教授。
2002年起，張盛舒出現在兩岸各大媒體，包括湖南衛視、上海電視台、華娛衛視、中天綜合台、JET綜合台、八大綜合台等，2006年開始，常駐JET綜合台節目《命運好好玩》。
張盛舒從2000年開始，持續贊助發展人工智慧電腦圍棋與電腦象棋。2001年到2010年，跟台灣大學合作舉辦人腦挑戰電腦象棋賽。2009年到2018年，跟台南大學、長榮大學等學術機構合作，每年在FUZZ-IEEE國際會議（IEEE人工智慧論壇）舉辦人腦對抗電腦圍棋賽。而其本人也以業餘6段棋士身份，與職業棋士周俊勳、周平強、黑嘉嘉、謝依旻等人一起挑戰電腦。

## 著作
2001年10月：「造命：張盛舒的發現真我之旅」，時報文化出版。
2002年12月：「命帶桃花（說命）」，時報文化出版。
2004年1月：「科技紫微論女命」，鼎樂科技藝術出版。
2004年4月：「閱人有術 」，天下文化出版。
2005年1月：「銷售有力」，天下文化出版。
2006年1月：「愛情有方」，天下文化出版。
2008年3月：「別讓算命毀了你」，采昌國際多媒體出版。
2012年3月：「紫微領導學：建立最強團隊的2x3法則」，天下文化出版。
2015年7月：「親子難題紫微有解：用對方法與孩子共創一生好命」，天下文化出版。

## 外部連結
- 張盛舒的Facebook專頁
- 科技紫微_ click108的Instagram帳戶